# Perry County, Alabama
Perry County är ett administrativt område i delstaten Alabama, USA, med 10 591 invånare. Den administrativa huvudorten (county seat) är Marion. 

## Geografi
Enligt United States Census Bureau har countyt en total area på 1 875 km². 1 862 km² av den arean är land och 13 km² är vatten.

### Angränsande countyn
- Bibb County - nord
- Chilton County - nordöst
- Dallas County - öst
- Marengo County - sydväst
- Hale County - väst